# Dalma Caneva
Dalma Caneva (Génova, 6 de mayo de 1994) es una deportista italiana que compite en lucha libre. Ganó tres medallas en el Campeonato Europeo de Lucha entre los años 2020 y 2023.

## Palmarés internacional
| Campeonato Europeo | Campeonato Europeo | Campeonato Europeo | Campeonato Europeo |
| Año                | Lugar              | Medalla            | Categoría          |
| ------------------ | ------------------ | ------------------ | ------------------ |
| 2020               | Roma (Italia)      | Medalla de plata   | 68 kg              |
| 2021               | Varsovia (Polonia) | Medalla de bronce  | 72 kg              |
| 2023               | Zagreb (Croacia)   | Medalla de bronce  | 72 kg              |